# Macbeth (Bloch)

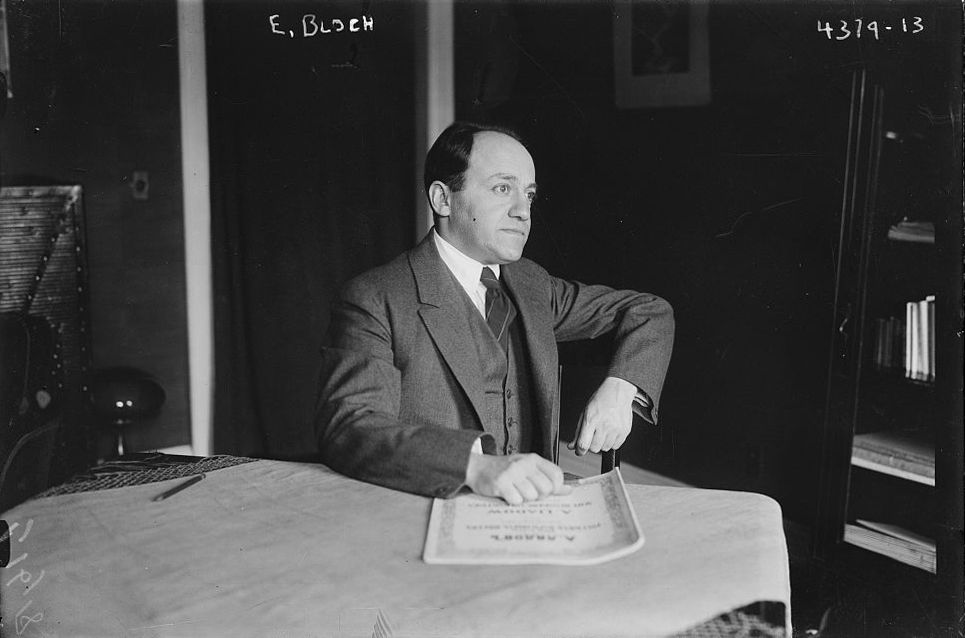
Ernest Bloch 1917

Macbeth är en fransk opera i tre akter med musik av Ernest Bloch och libretto av Edmond Fleg efter William Shakespeare tragedi med samma namn.

## Historia
Ernest Bloch var 24 år när han började skissa på musiken till operan Macbeth. Under flera månader hade han och hans vän, poeten Edmond Fleg, prövat på diverse idéer för ett sceniskt verk. Den 26 juni 1904 skrev Bloch att han inte var särskilt intresserad av Macbeth, utan vad han verkligen ville komponera var något "glatt". Men under de följande sex månaderna ändrade han sig och i december 1904 började han skissa på musiken till prologen. I fem år arbetade han med operan. Hans tanke med musiken var att uttrycka den inre oron hos karaktärerna, vilket var viktigare än det yttre dramat. Flegs franska librettot avviker mycket lite från Shakespeares drama. Operan är komponerad i Wagners stil med musikaliska ledmotiv. Bloch använde sig av oregelbundna, haltande taktarter (11/8, 7/8) med stor effekt, särskilt i scenen innan mordet på Duncan. Lady Macbeths sömngångarscen utförs under tystnad och utgör en stor kontrast till den exalterade stämningen som följer. När musiken nästan var färdig fick Bloch 1970 en möjlighet att framföra delar av den hemma hos Georges Bizets son. Bland personerna som var där befann sig sångerskan Lucienne Bréval och kritikern Pierre Lalo. Båda var entusiastiska och de arrangerade så att Bloch och Fleg fick möta chefen för Paris Opéra-Comique, Albert Carre. Efter mötet försäkrade sig Carre om rättigheterna att uppföra operan inom två år. I september 1909 slutförde Bloch operan och satte själv igång med det mödosamma arbetet att kopiera alla orkesterstämmor. Macbeth hade premiär den 30 november 1910 på Opéra-Comique i Paris och spelades 15 gånger. Bloch gjorde senare en engelsk version där han ändrade om musiken så den skulle passa Shakespeares verser.

## Personer
- Macbeth (Baryton)
- Lady Macbeth (Dramatisk Sopran/ Mezzosopran)
- Första häxan (Sopran)
- Andra häxan (Mezzosopran)
- Tredje häxan (Kontraalt)
- Banquo (Låg tenor)
- Macduff (Lyrisk bas)
- Tjänare (Tenor)
- Duncan (Tenor)
- Porter (Baryton)
- Lennox (Låg tenor)
- Malcolm (Tenor)
- En äldre man (Bas)
- Mördaren (Bas)
- Lady Macduff (Sopran)
- Macduffs son (Mezzosopran)
- Tredje spöket (Kontraalt)
- Första spöket (Bas)
- Fleance (stum roll)
- Fayolle (stum roll)
- Andre mördaren (stum roll)
- Uppassaren (stum roll)-
- Åtta kungar i Macbeths syn (stumma roller)
- Lorder, damer, soldater, bönder, spöken (kör)

## Handling
Handlingen är i stort sett densamma som i Shakespeares drama, ehuru de fem akterna har komprimerats till tre.